# مقياس الغيبوبة
مقياس الغيبوبة هو نظام لتقييم مدى خطورة الغيبوبة، وهناك العديد من مثل هذه الأنظمة:

## مقياس جلاسجو للغيبوبة
إن مقياس جلاسجو للغيبوبة هو مقياس عصبي يهدف إلى تقديم طريقة موثوق بها وهادفة لتسجيل حالة الوعي لشخصٍ ما، من أجل التقييم الأولي وكذلك المستمر. يخضع المريض للتقييم بناءً على معايير المقياس، وتُقدم النقاط الناتجة للمريض مجموعًا يقع ما بين ثلاث نقاط (مشيرًا إلى فقدان وعي شديد) وإما أربع عشرة نقطة (وهي المقياس الأصلي) أو خمس عشرة نقطة (المقياس المُعدّل أو المُنقح الأكثر استخدامًا).
كان مقياس جلاسجو للغيبوبة يُستخدم في باديء الأمر لتقييم مستوى الوعي عقب إصابة الرأس أما حاليًا فيستخدمه الإسعاف الأولي وEMS والأطباء، باعتباره قابلاً للاستعمال والتطبيق على كافة المرضى المصابين بـأمراضٍ حادة وصدماتٍ (أي رضوح). كما يتم استخدامه أيضًا في المستشفيات لمتابعة المريض المُصاب بمرض مزمن، على سبيل المثال، في الرعاية المركزة.

## مقياس جلاسجو لغيبوبة الأطفال
يُعتبر مقياس جلاسجو لغيبوبة الأطفال (الذي يُعرف أيضًا باسم نتيجة جلاسجو لغيبوبة الطفل أو اختصارًا PGCS) معادلاً لمقياس جلاسجو للغيبوبة (GCS) الذي يُستخدم لتقييم الحالة العقلية للمرضى البالغين، ولأن العديد من التقييمات للمريض البالغ لا تتناسب مع الأطفال فقد تم تعديل المقياس بعض الشيء. وكما هو الحال في مقياس جلاسجو للغيبوبة، يضم مقياس جلاسجو لغيبوبة الأطفال ثلاثة اختبارات: استجابات العين والاستجابات اللفظية والحركية، ويتم أخذ القيم الثلاث على حدة وكذلك مجموعها في الاعتبار. ويُعتبر أقل مقياسًا ممكنًا لجلاسجو لغيبوبة الأطفال (مجموعه) ثلاث نقاط (وهو ما يعني غيبوبة كاملة أو وفاة)، بينما الأعلى يكون خمس عشرة نقطة (وهو ما يعني إفاقة كاملة أو شخصًا واعيًا).

## مقياس بلانتير للغيبوبة
يُعد مقياس بلانتير للغيبوبة هو تعديل لمقياس جلاسجو لغيبوبة الأطفال، وقد تم تصميمه لتقييم غيبوبة البرداء (المعروفة باسم غيبوبة الملاريا) عند الأطفال.
وقد صمم هذا المقياس الطبيبان تيري تايلور (Terrie Taylor) ومالكولم مولينو (Malcolm Molyneux) عام 1987، وتمت تسميته على اسم المدينة الملاوية بلانتيري حيث موقع مشروع ملاريا بلانتيري.

## مقياس رانشو لوس أميجوس
يُستخدم مقياس رانشو لوس أميجوس لتقييم حالة الأفراد بعد تعرضهم لإصابة رأس مغلقة على أساس استعلانات معرفية وسلوكية بعد إفاقتهم من الغيبوبة، وقد سُمي هذا المقياس على اسم مركز رانشو لوس أميجوس الوطني للتأهيل الذي يقع في مدينة داوني في ولاية كاليفورنيا بالولايات المتحدة.